# Haroldson Lafayette Hunt, Jr.
Pour les articles homonymes, voir Hunt.
Haroldson Lafayette Hunt, Jr., né le 17 février 1889 à Ramsey, dans l'Illinois, et mort le 29 novembre 1974 à Dallas, au Texas, est un homme d'affaires américain, père de Nelson Bunker Hunt et Lamar Hunt.

## Biographie
Il était dans les années 1960 l'un des hommes les plus riches des États-Unis, après avoir fait fortune dans le coton, puis dans le pétrole. 
Dans les années 1960, il était un actif opposant à la politique de J.F. Kennedy. Il a largement contribué au financement des campagnes électorales de Lyndon B. Johnson, adversaire farouche et forcené du président John Fitzgerald Kennedy. H.L. Hunt voulait favoriser un homme du Texas comme lui, tel que Lyndon B. Johnson, à accéder à la présidence des États-Unis.   
À sa mort, sa fortune était évaluée à cinq milliards de dollars.